# 조뱅이
조뱅이(학명: Cirsium arvense)는 한국·중국·일본 등지에 분포하는 두해살이풀이다. 뿌리 줄기가 옆으로 뻗으면서 군데군데에서 순이 나와 높이 25-50cm로 자란다. 줄기는 어긋나고 타원상 피침형이며 끝이 둔하고 가장자리에 잔톱니와 더불어 가시 같은 털이 있다. 꽃은 5-8월에 자주색으로 피고 지름 3cm이다. 총포는 종처럼 생기고 포편이 8줄로 배열하며 바깥 것이 가장 작다. 암수딴그루이며 어린순을 나물로 한다. 지혈의 효능이 있어 한방에서 토혈·혈뇨·혈변에 사용한다.